# Caracares
Los caracares eran indios que tenían sus orígenes en los caribes denominados indios palenques. Tenían una forma de vivir muy distinta a los indios guaribes, tomuzas o cumanagotos. Su forma de ser era muy organizada políticamente. Además de esto, usaban las empalizadas como medio de protección antes los ataques de otras tribus. Es muy común todavía observar, en la región de Onoto, San Pablo y orillas del río Unare este tipo de construcción.

## Ubicación
Los indios caracares se encontraban ubicados a lo largo de la cuenca del río Unare, Venezuela desde el pueblo de San Miguel del Batey, pueblo que hace dos siglos desapareció. Cuando el conquistador Brizuela visitó esta zona encontró alrededor de 800 indios palenques caracares en esta zona. Estaban distribuidos en La Trinchera, Quebrada Honda, Sitio del Potrero (San José de Unare), Guaribe de Cajigal, El Ciento 33, Tucupido, Tenepe, Sitio de Onoto y La Encantada.

## Vivencias
Estos indios, según Cevrieux, tenían una vivencia muy distinta a todos los indios de la zona. Tenían una organización mejorada. Cuando llegó Juan Urpin a esta zona comenzaron a aprender las actividades agropecuarias. Ellos aprendieron cómo domar el caballo y el ganado vacuno, el cual fue traído a esta zona.
- Datos: Q5748788